# Maxwell-Stefanova difuzija
Maxwell-Stefanova difuzíja (ali Stefan-Maxwellova difuzija) [máksvel-štéfanova ~] je model opisa difuzije v večkomponentnih sistemih. Enačbe tega transportnega pojava sta sočasno in neodvisno zapisala  James Clerk Maxwell leta 1866 za razredčene pline in Jožef Stefan leta 1871 za kapljevine.